# Смирнов-Ульяновский, Валентин Александрович
Валентин Александрович Смирнов-Ульяновский (наст. фам. Смирнов, до 1924 псевд. Смирнов-Симбирский; 11 августа 1897, Сенгилеевская слобода, Симбирская губерния, Российская империя — 18 октября 1982, Саратов, РСФСР, СССР) — советский журналист, писатель, член Союза писателей СССР (1935).

## Биография
Окончил Симбирское ремесленное училище (1915). Работал в Оренбурге, Симбирске.
С 1919 года жил и работал в городе Алатырь. Участвовал в издании журналов «Почтовый муравейник» и «Факел», работал заведующим уездным отделением РОСТа. Первое стихотворение «Призыв» опубликовал в газете «Бурлак» (Нижний Новгород). Писал стихи, очерки, фельетоны и рассказы.
Валентин Смирнов в партию вступил в январе 1921 года, в 1922 году Алатырским укомом ВКП(б) был направлен сотрудником в редакцию уездной «Трудовой газеты». С 1922 по 1924 год в Алатыре выходят отдельным изданием поэма «Атаман», пьесы «Накануне», «В борьбе. Две силы».
В феврале 1924 года был выдвинут на пост ответственного редактора алатырской уездной «Трудовой газеты». С 1925 года «Трудовая газета» приобрела статус республиканской, в которой Смирнов продолжил работать редактором. С сентября 1927 года по октябрь 1927 года редактировал приложение к газете — двухнедельный журнал сатиры и юмора на русском языке «Кочедык». В 1929 году редакция «Трудовой газеты» переехала из Алатыря в Чебоксары, а сама газета стала выходить под названием «Красная Чувашия». С 1929 по 1930 год — редактор газеты «Красная Чувашия». В 1932 году окончил редакторские курсы при ЦК ВКП(б) (Москва).
В 1932 году Смирнов-Ульяновский переехал в Саратов. С 1932 года — редактор газеты «Саратовский рабочий» и альманаха «Литературный Саратов». Организатор и редактор Саратовского книжного издательства, председатель Саратовского областного союза советских писателей (1939).
С 1938 по 1947 год — заведующий литературной частью Саратовского драматического театра. В годы Великой Отечественной войны Валентин Смирнов-Ульяновский добровольцем ушел в народное ополчение, воевал в должности политрука роты. За организацию сбора средств для Красной Армии, приобретение коллективом театра четырех самолетов для фронта Валентин Александрович получил две личные благодарственные телеграммы от Верховного Главнокомандующего И. В. Сталина.
В 1950—1970-е года изданы историко-революционные произведения: драмы о Н. Г. Чернышевском («Великая жизнь», «Чернышевский», «Великий демократ»), А. Н. Радищеве («Сын Отечества»), революционном движении в Поволжье, повести «Зарево над Волгой» и стихотворения.

## Награждён
- орден «Знак Почёта»,
- медали